# Edificio Ángel Giménez
El Edificio Doctor Ángel María Giménez es una vivienda colectiva construida para la cooperativa El Hogar Obrero cerca de la Plaza Miserere, en el barrio de Balvanera, ciudad de Buenos Aires, Argentina.

## Historia
Con la idea de continuar su incursión en la construcción de edificios para brindar vivienda accesible a sus socios (iniciada con el Edificio Juan B. Justo de 1913), la cooperativa de tendencia socialista El Hogar Obrero, fundada por Juan B. Justo y Nicolás Repetto en 1905, comenzó a buscar hacia 1919 un terreno en la zona céntrica de la ciudad de Buenos Aires.
La voluntad de la cooperativa era brindar vivienda a sus socios de las zonas norte y oeste porteñas, así como instalar su casa matriz en un lugar de mayor accesibilidad. Para ello fue elegida la zona cercana a la Estación Once de Septiembre, y en 1922. Siendo infuctuosa esta primera búsqueda, se adquirió en 1924 un terreno en la calle Cangallo (hoy Juan D. Perón) y se planificó construir en él un edificio para instalar una sucursal de El Hogar obrero y 3 pisos de viviendas, arriba.
La inauguración del inmueble fue el 3 de abril de 1927, en un acto al cual asistieron, entre otros, el ministro de Justicia e Instrucción Pública, Antonio Sagarna, el intendente municipal, Martín Noel, su secretario de Obras Públicas, doctor Barrera Nicholson, el fundador de El Hogar Obrero, Juan B. Justo, los diputados nacionales Enrique y Adolfo Dickmann, y otros, los concejales Ghioldi, Briuolo y Giménez, y administradores y socios de la cooperativa.
Al fallecer Ángel María Giménez, se realizó un acto el 5 de julio (Día Internacional de la Cooperación) de 1941 mediante el cual se le impuso su nombre al edificio.
El 25 de octubre de 1967 el entonces presidente de El Hogar Obrero inauguró un supermercado en la planta baja del edificio, reemplazando al almacén cooperativo que había funcionado desde 1927.

## Descripción
El edificio fue proyectado por los ingenieros Justo y Velazco, siguiendo las directivas ordenadas por el directorio de la cooperativa: «En la planta baja se construirían dos amplios locales con sótano y las correspondientes dependencias; en la planta alta se construirían 24 departamentos de 3 piezas, cocina y baño cada uno, dispuestos de a seis en cuatro torres aisladas de tres pisos cada una y separadas entre sí por espacios o cortes de 5 y 6 metros de ancho».
Las obras corrieron a cargo de la constructora Negroni y Ferraris, y parte de ellas se financiaron con un crédito del Banco Popular Argentino. Se emplearon en total 22 contratistas, para lograr un mejor desarrollo de los trabajos.
Un elemento característico del edificio es la frase que aparece en su fachada, en grandes letras: «Obra del esfuerzo económico de los trabajadores libremente asociados en la cooperativa El Hogar Obrero. Juan B. Justo. 1927.»